# Мухаметшин, Руслан Наилевич
Русла́н Наи́левич Мухаме́тшин (род. 29 октября 1981, Казань) — российский футболист, нападающий. Тренер.

## Игровая карьера
Воспитанник казанской ДЮСШ «Рубин». Серьёзно занимался также баскетболом, выступал за вторую команду УНИКСа и нижегородский клуб НБА.
Играя на первенство Татарстана по футболу за «Чистополь», был замечен представителями «Рубина-2», в 2005—2008 годах выступал в зоне «Урал-Поволжье» второго дивизиона. Участник Кубка чемпионов Содружества 2009 в составе «Рубина». Сезон-2009 начал в составе ижевской команды «СОЮЗ-Газпром» (та же зона), по ходу сезона перешёл в саранскую «Мордовию», в составе которой в том сезоне стал победителем зоны «Урал-Поволжье» второго дивизиона; забив 19 голов, стал лучшим бомбардиром того турнира, был признан лучшим игроком и лучшим нападающим турнира. В сезоне-2011/12 стал победителем ФНЛ в составе «Мордовии» и лучшим бомбардиром лиги (31 гол в 50 матчах). Лучший бомбардир среди российских игроков Премьер-лиги 2012/13 (11 мячей).
В августе 2013 года перешёл в казанский «Рубин», подписав контракт на 2 года. 26 сентября дебютировал в составе «Рубина» в игре против московского «Динамо» в рамках 10 тура РФПЛ. 6 октября 2013 года в матче против «Анжи» на 70-й минуте второго тайма отметился первым голом в официальных матчах чемпионата России за «Рубин». В 2014 году вернулся в «Мордовию», провёл 41 матч. Летом 2016 года покинул клуб по истечении контракта.
17 июня 2016 года подписал контракт с тульским «Арсеналом» сроком на один год. В зимнее трансферное окно 2017 года перешёл в казахстанский клуб «Тараз». Летом вернулся в «Мордовию».
Перед сезоном 2019/20 завершил профессиональную карьеру игрока и вошел в тренерский штаб «Мордовии». 25 октября был назначен исполняющим обязанности главного тренера до конца первой части сезона, так как главный тренер Марат Мустафин не мог руководить командой по состоянию здоровья. В 2021 году — игрок команды чемпионата Татарстана «Эверест» (Высокая Гора), в 2022 году — тренер команды.

## Уголовное преследование
В феврале 2021 года появилась информация, что Мухаметшин обвиняется в незаконной организации и проведении азартных игр — в период с ноября 2017 года по февраль 2020 года он вместе с тремя знакомыми создал организованную группу для открытия подпольных игорных автоматов. Мухаметшин находился под подпиской о невыезде, ему грозило наказание до 6 лет колонии со штрафом до 1 млн рублей. 10 октября 2022 года он был приговорён к 1,5 годам общего режима.

## Достижения
«Мордовия»
- Победитель ФНЛ: 2011/12
- Победитель Второго дивизиона: 2009, 2017/2018 (зона «Урал-Поволжье»)
- Обладатель Кубка ПФЛ: 2009

## Личная жизнь
Получил юридическое образование в КГУ. Женат, имеет сына и дочь. Младший брат Рустем — также футболист.